# 李元纮
李元紘（？—733年），字大綱，京兆萬年人。
武则天时宰相李道廣之子，冒称祖上为漢騎都尉李陵之后，被北魏赐姓丙氏，曾祖父李粲率衆歸唐高祖，後賜姓李。元紘最初擔任雍州司戶，當時太平公主的家奴侵佔寺院的一座磨坊，寺僧不服告官。元紘要求她歸還百姓，雍州長史竇懷貞怕事，命令他改判。元紘說：“南山可移，此斷不可搖。”历任好畤令、润州司马等职，皆有名声。
開元初年，迁任万年县令，以政绩擢拔為京兆尹。又历工部、兵部、吏部三侍郎。十三年，拜户部侍郎。十四年，擢拜中书侍郎、同中书门下平章事，加银青光禄大夫，赐爵清水男。
李元纮为官清俭，拜相后没有迁移府第，家中仆人马匹依旧弊劣，未尝新置配饰，所得的赏赐，分散给亲族。右丞相宋璟赞叹他有季文子之德。宰相任内与杜暹政见不合，至于互相攻讦，由此唐玄宗不悦，将其罢相，出为曹州刺史。后因病去官，久之才以户部尚书衔致仕。开元二十一年疾情稍好，起为太子詹事，旬日而卒。赠太子少傅，谥曰文忠。
三子：李有孚、李有容、李有功。

## 延伸阅读
[在维基数据编辑]
 《舊唐書·卷98》，出自刘昫《舊唐書》
 《新唐書·卷126》，出自《新唐書》